# Vermögenszuwachssteuer
Das Modell der Vermögenszuwachssteuer ist ein in Österreich diskutierter Gesetzesentwurf der SPÖ, der der Finanzierung des Staatshaushaltes dienen soll. Besteuert werden sollen die Kursgewinne bei Aktien, wie dies beispielsweise bei der deutschen Abgeltungsteuer erfolgt.
Neben den Sozialdemokraten fordern auch die Grünen und die Arbeiterkammer die Einführung einer solchen Steuer. Sie soll zur Besteuerung von Vermögenszuwächsen wie Aktiengewinnen und Stiftungseinnahmen dienen. Im Wahlkampf zum Nationalrat 2008 kritisierte die FPÖ das Modell als sehr marxistisch und unzureichend für die Sicherung des Gesundheitssystems.
Im Zuge der Finanzkrise ab 2007 und einer daraus resultierten Diskussion über Steuergerechtigkeit wurde die Forderung nach einer Vermögenszuwachssteuer neu aufgegriffen. Ein Vorschlag für eine EU-weite Transaktionssteuer wurde von der österreichischen Bundesregierung im September 2009 eingebracht.
Im ersten Jahr nach der Einführung der Steuer auf Immobilien blieben die Einnahmen weit hinter den Erwartungen des Finanzministerium zurück. Nur 60 % der budgetierten Steuereinnahmen wurden erreicht.